# 마이트 가이
마이트 가이(マイト・ガイ)는 만화 《나루토》의 등장인물이다.
성우: 에바라 마사시 / 시영준
휴우가 네지, 텐텐, 록 리가 속한 제3반의 담당 상급닌자이다. 하타케 카카시의 라이벌이자 못말리는 열혈 선생으로, 열정과 청춘이라는 낱말을 매우 좋아한다. 나뭇잎 닌자들 중 최고 수준의 체술 실력을 갖고 있다. 항상 노력하는 리를 기특하게 생각하며, 리가 꿈을 이룰 수 있도록 지도한다. 체술에 관해서는 리와 환상의 콤비이다.